# Francesco Pignata
Francesco Pignata (ur. 14 lutego 1978) – włoski lekkoatleta specjalizujący się w rzucie oszczepem.
Dwukrotnie zajmował szóstą pozycję w letniej uniwersjadzie - Daegu 2003 i Izmir 2005. Uczestnik mistrzostw świata w 2005 - z wynikiem 72,17 nie udało mu się awansować do finału. Rok później, w Göteborgu, startował w mistrzostwach Europy - swój występ zakończył na eliminacjach. Reprezentant kraju w pucharze Europy oraz zimowym pucharze w rzutach. Wicemistrz igrzysk śródziemnomorskich w roku 2005. Mistrz Włoch w latach 2003–2007. Rekord życiowy: 81,67 (19 czerwca 2005, Florencja).